# Hœdic
Hœdic ou Hoëdic é uma comuna francesa na região administrativa da Bretanha, no departamento Morbihan. Estende-se por uma área de 2,09 km². Em 2010 a comuna tinha 102 habitantes (densidade: 48,8 hab./km²).